# Som-cupom
O som-cupom (em usbeque:  сум-купон, plural: сум-купоны) foi um o "meio de pagamento paralelo" introduzido no Usbequistão, em 15 de novembro de 1993. Objetivava proteger o mercado interno usbeque do fluxo excessivo de rublos russos e garantir agilidade nos pagamentos em dinheiro à população.
A edição dos som-cupons foi descontinuada em 1.º de julho de 1994, com a introdução do som usbeque. No entanto, ainda foram aceitos como moeda corrente na proporção de um som por mil som-cupons até serem retirados de circulação, em 1.º de agosto do mesmo ano.

## Cédulas
Todas as cédulas levavam, no anverso, a imagem do brasão de armas da República do Uzbequistão e, no reverso, a da Madrassa de Cher-Dor, na praça de Reguistão. As marcas d'água eram formadas pela recorrência de ornamentações florais, nas notas de 1 a 25; por uma flor de algodão, nas de 50 a 10 000.
A numeração de cada nota de 1 a 200, era formada por duas posições alfabéticas, seguida de espaço, seguidas de oito posições decimais. Já nas cédulas de 500 a 10 000, a formação era de duas posições alfabéticas seguidas de sete posições numéricas. O registro era feito no anverso, logo abaixo do brasão de armas.
Todas as notas desta série foram impressas na Inglaterra, na tipografia de Harrison & Sons, e circularam de 15 de novembro de 1993 a 1.º de agosto de 1994.
| Anverso                          | Reverso | Valor nominal | Dimensões (mm) | Cor(es) principal(is) | Marca d'água     |
| -------------------------------- | ------- | ------------- | -------------- | --------------------- | ---------------- |
|                                  |         | 1             | 120×61         | Cinza azulado         | Ornamento floral |
|                                  |         | 3             | 120×61         | Verde                 | Ornamento floral |
|                                  |         | 5             | 120×61         | Roxo                  | Ornamento floral |
|                                  |         | 10            | 120×61         | Vermelho              | Ornamento floral |
|                                  |         | 25            | 120×61         | Turquesa              | Ornamento floral |
|                                  |         | 50            | 144×69         | Magenta               | Flor de algodão  |
|                                  |         | 100           | 144×69         | Preto e azul          | Flor de algodão  |
|                                  |         | 200           | 144×69         | Lilás                 | Flor de algodão  |
|                                  |         | 500           | 144×69         | Laranjado             | Flor de algodão  |
|                                  |         | 1000          | 144×69         | Marrom                | Flor de algodão  |
|                                  |         | 5000          | 144×69         | Azul                  | Flor de algodão  |
|                                  |         | 10 000        | 144×69         | Laranjado avermelhado | Flor de algodão  |
| Resolução: 1 pixel por milímetro |         |               |                |                       |                  |